# Muisca raft
Muisca raft (v španščini Balsa Muisca), včasih imenovan El Dorado raft, je predkolumbovska zlata votivna umetniška figura, ki so jo izdelali  Muisci, ki so ustanovili eno od štirih velikih civilizacij v Ameriki na Altiplano Cundiboyacense v vzhodnih območjih kolumbijskih Andov. Del je razstavljen v muzeju zlata v Bogoti. Ocenjuje se, da je bila figura izdelana med letoma 600 in 1600 n. št. s precizijskim litjem v zlatu z majhno količino bakra.
Figura se nanaša na slovesnost legende o El Doradu. Predstavlja slovesnost investiture poglavarja Muisca, ki je potekala ob jezeru Guatavita. Med tem obredom je dedič poglavarja (zipa) pokril svoje telo z zlatim prahom in skočil v jezero skupaj z zlatimi darili in smaragdi bogovom. Kos ima bazo v obliki splava iz debel dimenzij 19,5 cm x 10,1 cm in različne figure na splavu, največja figura, ki stoji na sredini, očitno predstavlja poglavarja, ki ga krasijo pokrivala, nosni obročki in uhani, ki meri 10,2 cm in je obkrožen s svojimi vojaki, ki nosijo prapore.
Raftso našli trije kmetje v začetku leta 1969 v jami v vasi Lázaro Fonte v občini Pasca (Cundinamarca v Kolumbiji) v keramičnem loncu, okrašenem s človeško figuro, katere obraz ima ostre zobe. Občinski duhovnik je predmet varoval, dokler ga ni pridobil Muzej zlata v Bogoti in kjer je postal eden njegovih glavnih razstavnih predmetov. Nikoli ni zapustil Kolumbije.

## Sestava
Muisca raft tehta 287,5 gramov. Je zlitina zlata z bakrom in srebrom. Analiza z uporabo rentgenske fluorescence je pokazala razčlenitev sestave, kot je podrobno prikazano v spodnji tabeli:
| Element (simbol) | % sestave | % by weight |
| ---------------- | --------- | ----------- |
| Zlato (Au)       | 63,0±0,31 | 79,8        |
| Baker (Cu)       | 19,4±0,13 | 8,0         |
| Srebro (Ag)      | 17,6±0,13 | 12,2        |

Tako splav vsebuje približno 7,38 troy unč (229 gramov) zlata.

## Galerija
- Desni sprednji pogled
- Levi sprednji pogled
- Pogled zadaj
- Dejanska velikost glede na razstavni kovček